# Royal Star
Die Royal Star war ein Kreuzfahrtschiff, je nach Kabinenzahl ausgelegt für 200 bis 256 Passagiere, das im Jahr 1956 unter dem Namen San Giorgio vom Stapel lief. Es wurde zunächst als Fährschiff von der Reederei Adriatic Line im Linienverkehr zwischen Italien, Piräus, Istanbul und Izmir betrieben. Im Jahr 1976 wurde die Fähre an einen griechischen Eigner verkauft, der sie in ein Kreuzfahrtschiff umbauen ließ. Das Schiff wurde anschließend unter dem Namen City of Andros von Piräus auf Kreuzfahrten im Mittelmeer einsetzt.
Die Reederei Ocean Cruise Lines erwarb das Schiff im Jahr 1984 und taufte es in Ocean Islander um. Der Schweizer Reisekonzern African Safari Club (ASC) übernahm das Schiff im Jahr 1990. Im Anschluss wurde es von deren Tochtergesellschaft StarLine Cruise unter dem Namen Royal Star ausgehend von Mombasa (Kenia) auf Kreuzfahrten im Indischen Ozean eingesetzt. Das deutschsprachige Schiff stand unter deutsch/schweizerischem Management. Den größten Teil der 130-köpfigen Besatzung bildeten Indonesier und Filipinos. Die Offiziersposten belegten Griechen. Im Jahr 1992 erfolgte ein größerer Umbau, wobei die Innenausstattung modernisiert wurde. Die Royal Star hatte anschließend 111 Kabinen und war zur Beförderung von maximal 200 Passagieren ausgelegt.

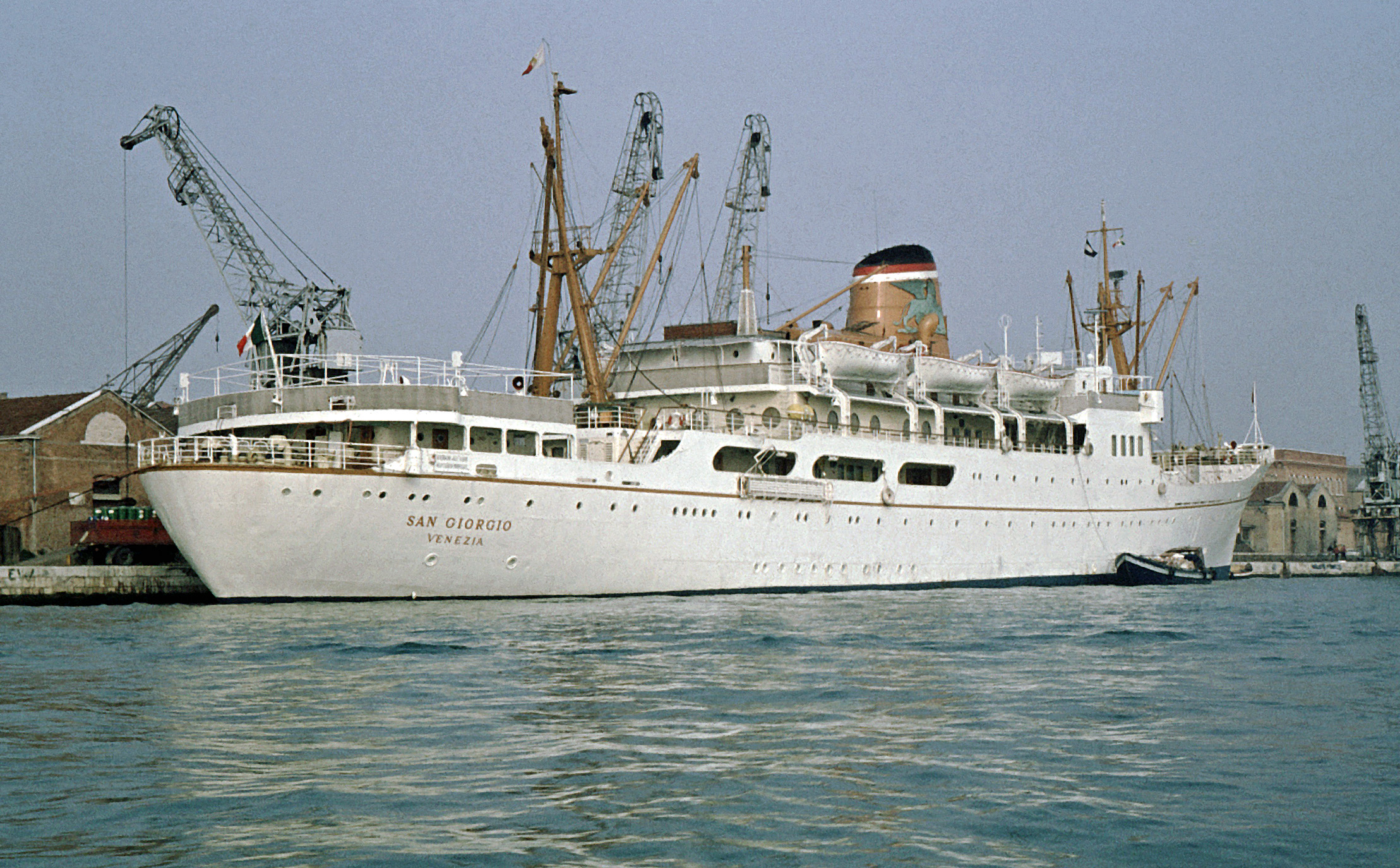
Die 1956 gebaute San Giorgio in Venedig (1972)

Nach dem Konkurs von ASC wurde das Schiff im Juni 2009 in Mombasa zwangsversteigert und vom indischen Unternehmer Alnoor Jiwan für die indische Alba Petroleum Group erworben. Nach einer Modernisierung trug es ab Ende 2009 den Namen Ocean Mist. Das Schiff sollte von Mombasa auf dreitägigen Minikreuzfahrten nach Pemba und Sansibar zum Einsatz kommen. Die Fahrten erwiesen sich jedoch als unrentabel und wurden nach kurzer Dauer eingestellt. Im Frühjahr 2012 erfolgte die Überführung nach Alang (Indien), wo das Schiff am 9. März 2012 eintraf und im Anschluss verschrottet wurde.

## Einsatzgebiete
Als Royal Star fuhr das Schiff für ASC von Mombasa aus folgende Staaten/Regionen auf Kreuzfahrten an:
- Komoren
- La Reunion
- Madagaskar
- Mauritius
- Mosambik
- Sansibar
- Seychellen
- Südafrika

## Bilder

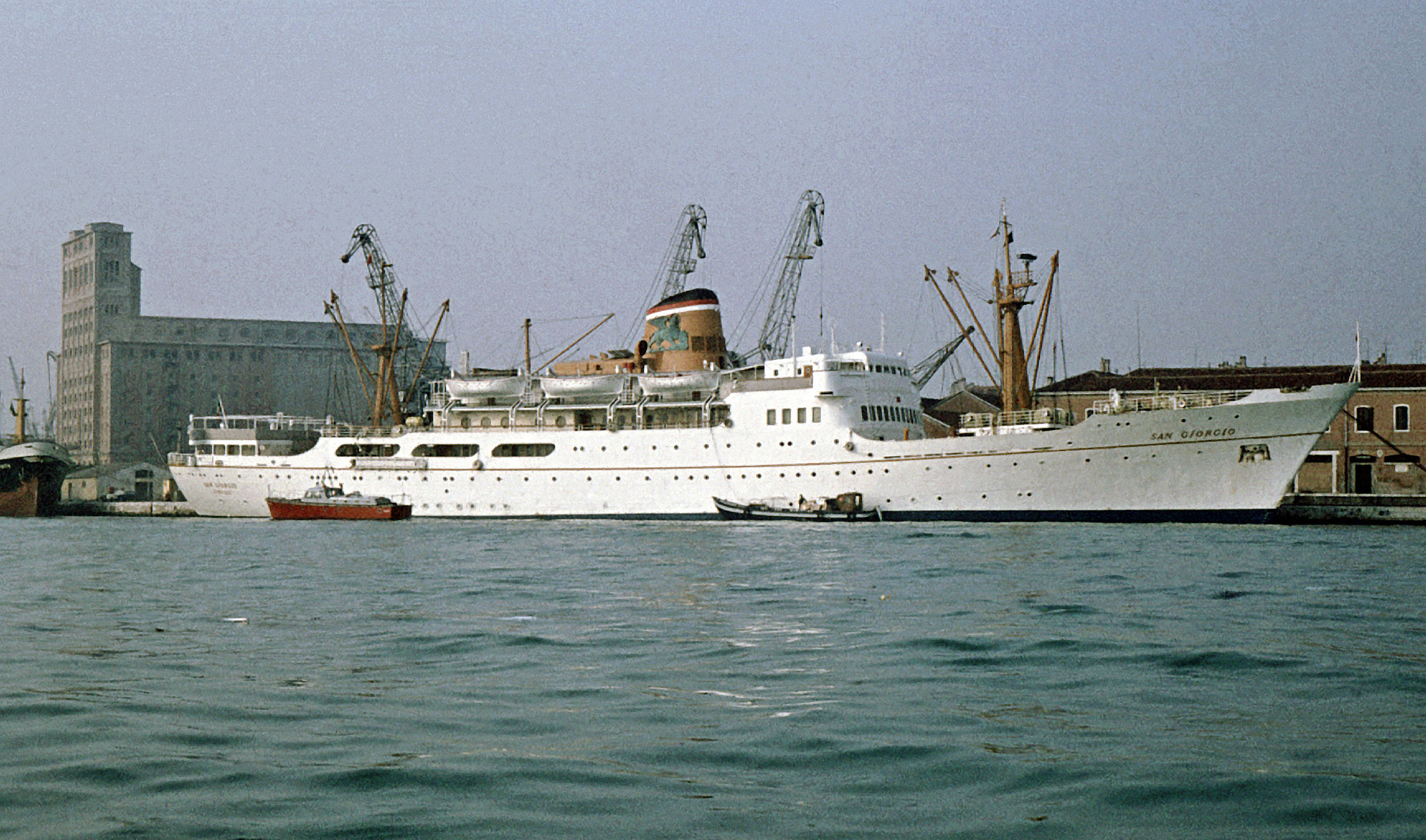
San Giorgio in Venedig
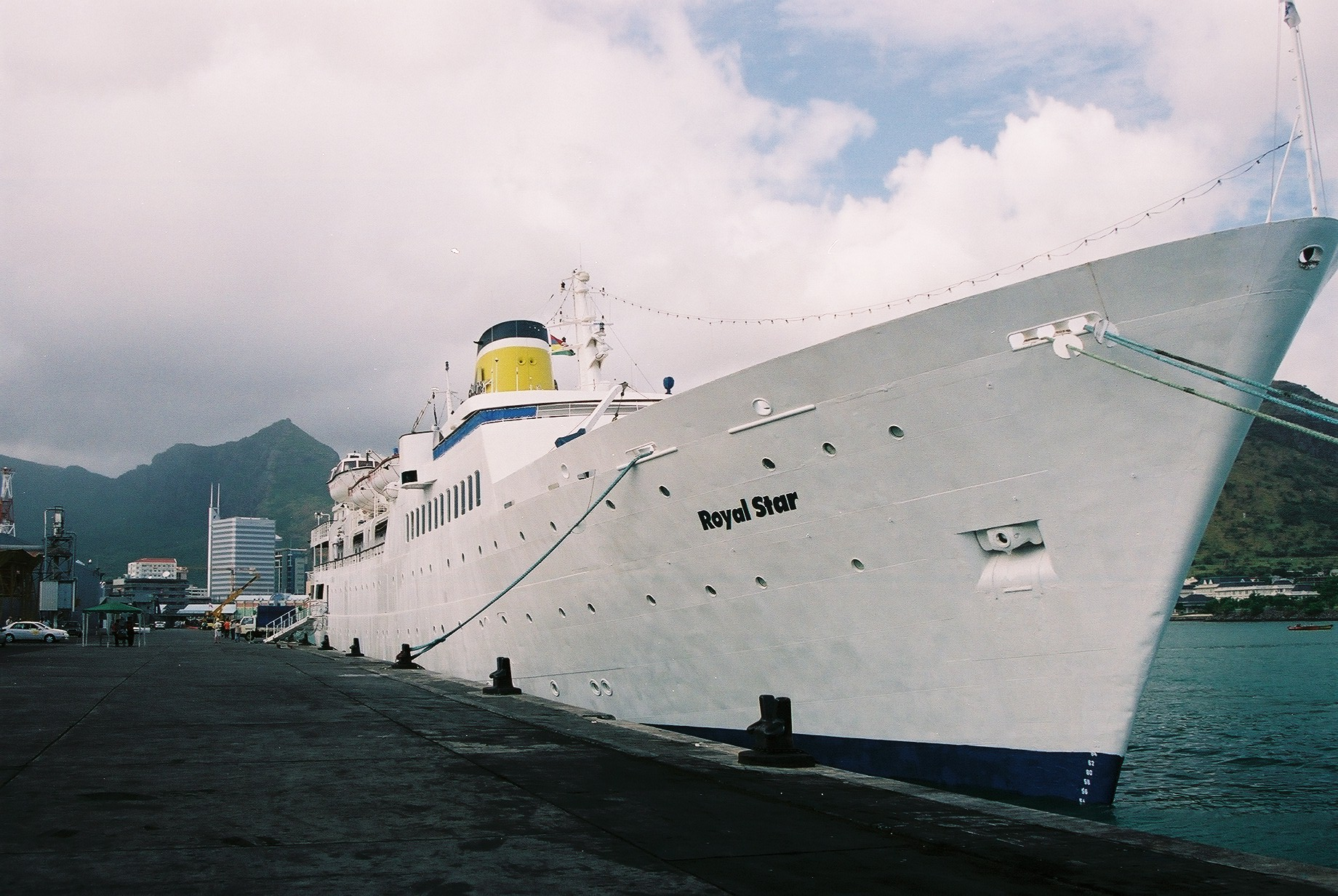
Royal Star in Mauritius
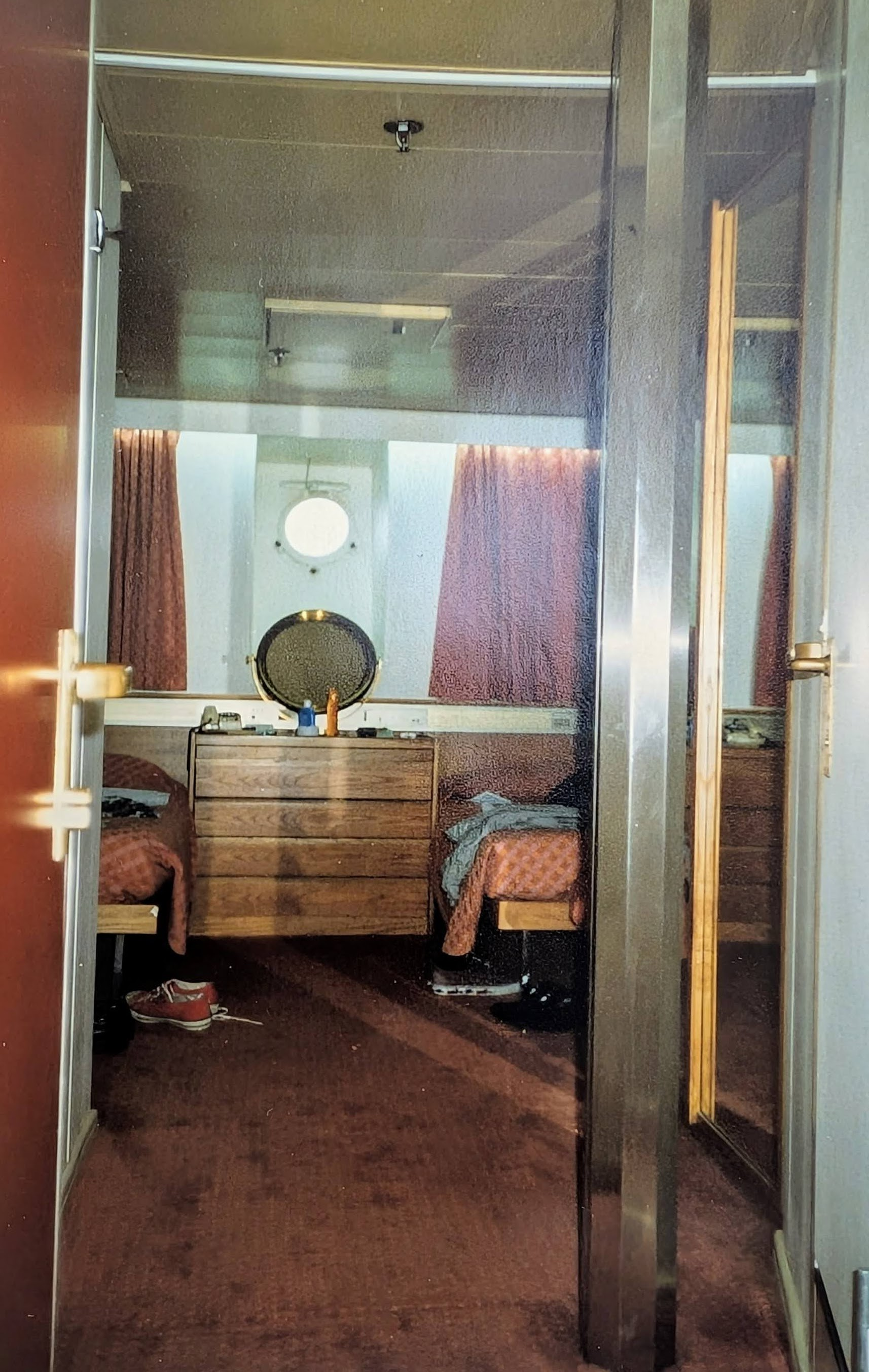
Blicm in eine Kabine der MS Royal Star 1991